# Comté de Vermilion River
Le comté de Vermilion River (anglais : Vermilion River County) est un district municipal de 7 905 habitants en 2011, situé dans la province d'Alberta, au Canada.

## Communautés et localités
Cités
- Lloydminster

Bourgs
- Vermilion

Villages
- Dewberry
- Kitscoty
- Marwayne
- Paradise Valley

Hameaux
- Blackfoot
- Clandonald
- Islay
- McLaughlin
- Rivercourse
- Streamstown
- Tulliby Lake

Localités
- Alcurve
- Auburndale
- Borradaile
- Claysmore
- Coop Trailer Park
- Dina
- Earlie
- Grandview Estates
- Greenlawn
- Hazeldine
- Hindville
- Indian Lake Meadows
- Koknee
- Landonville
- Lea Park
- McDonaldville
- Morningold Estates
- Moyerton
- New Lindsay
- Oxville
- Ridgeclough
- Robinwood Acres
- Sidcup
- Silver Birch Farms
- South Ferriby
- Staplehurst
- Tolland
- Vanesti
- Wildmere
- Willowlea

## Démographie
| 2001  | 2006  | 2011  | 2016  |
| ----- | ----- | ----- | ----- |
| 7 524 | 7 467 | 7 905 | 8 267 |